# Lycaenesthes oskewa
Lycaenesthes oskewa är en fjärilsart som beskrevs av Dudley Moulton 1911. Lycaenesthes oskewa ingår i släktet Lycaenesthes och familjen juvelvingar. Inga underarter finns listade i Catalogue of Life.